# Курьинский район
Курьи́нский райо́н — административно-территориальное образование (сельский район) и муниципальное образование (муниципальный район) в  Алтайском крае России.
Административный центр — село Курья, расположенное в 279 км от Барнаула.

## География
Район расположен на юге края в предгорьях Алтая. Протяжённость района с севера на юг 97 км, с запада на восток 47 км. Север района — степь, средняя часть района — предгорье, южная его часть — это горы (наивысшая точка — гора Синюха (1210 м).
Площадь — 2500 км².
На территории района находятся озёра: Белое и Моховое; реки: Чарыш, Белая (приток Чарыша), Белая (приток Локтевки), Локтевка и другие. Климат континентальный. Средняя температура января −19 °C, июля +20 °C. Годовое количество атмосферных осадков — 350—370 мм. Почвы — чернозёмы обыкновенные, выщелоченные и горные. Добывается гравий, песок, глина, известняк, гранит, мрамор, яшма. Разведаны месторождения вольфрама, золота, серебра, меди.
Горы покрыты лиственными и хвойными лесами. Растут берёза, тополь, сосна, пихта, лиственница, татарская жимолость, ива, клён. Обитают: из зверей — лиса, медведь, волк, заяц, лось, косуля, рысь, корсак, хорёк; из птиц — глухарь, рябчик, тетерев; из рыб — щука, окунь, чебак, хариус, налим.

## История
Образован в 1924 году.
1 октября 1933 года район был упразднён, перешли к Змеиногорскому району — Таловский сельсовет Курьинского района, к Покровскому району — Акимовский, Батунский, Ивановский, Курьинский, Краснознаменский, Краснощековский, Кузнецовский, Михайловский, Ново-Фирсовский, Трусовский, Ручьевский, Суетский, Усть-Беловский и Усть-Таловский сельсоветы, Курьинского района.
Вновь образован в 1935 году, в условиях создания самостоятельного Алтайского края в составе РСФСР.

## Население
| 1959    | 1996    | 1997    | 1998    | 1999    | 2000    | 2001    |
| ------- | ------- | ------- | ------- | ------- | ------- | ------- |
| 17 444  | ↘15 000 | ↘14 600 | ↘14 300 | ↘14 200 | ↘14 100 | →14 100 |
| 2002    | 2003    | 2004    | 2005    | 2006    | 2007    | 2008    |
| ↘13 700 | ↘13 441 | ↘13 103 | ↘12 753 | ↘12 403 | ↘12 093 | ↘11 834 |
| 2009    | 2010    | 2011    | 2012    | 2013    | 2014    | 2015    |
| ↘11 604 | ↘11 079 | ↘11 026 | ↘10 732 | ↘10 433 | ↘10 186 | ↘9910   |
| 2016    | 2017    | 2018    | 2019    | 2020    | 2021    |         |
| ↘9576   | ↘9423   | ↘9185   | ↘8965   | ↘8772   | ↘8456   |         |

### Национальный состав[17]
| национальность | мужчин | женщин | всего  | %    |
| -------------- | ------ | ------ | ------ | ---- |
| русские        | 6 153  | 6 590  | 12 743 | 94,4 |
| немцы          | 192    | 195    | 387    | 2,8  |
| армяне         | 58     | 49     | 107    | 0,79 |
| украинцы       | 46     | 47     | 93     | 0,69 |
| казахи         | 23     | 22     | 45     | 0,33 |
| белорусы       | 8      | 13     | 21     | 0,15 |
| татары         | 7      | 11     | 18     | 0,13 |
| цыгане         | 5      | 8      | 13     | 0,1  |
| итого:         | 6 525  | 6 967  | 13 492 | 100  |

## Административно-муниципальное устройство
Курьинский район с точки зрения административно-территориального устройства края включает 10 административно-территориальных образований — 10 сельсоветов.
Курьинский муниципальный район в рамках муниципального устройства включает 10 муниципальных образований со статусом сельских поселений:
| №  | Сельское поселение         | Административный центр | Количество населённых пунктов | Население (чел.) | Площадь (км²) |
| -- | -------------------------- | ---------------------- | ----------------------------- | ---------------- | ------------- |
| 1  | Бугрышихинский сельсовет   | село Бугрышиха         | 2                             | ↘68              | 249,51        |
| 2  | Ивановский сельсовет       | село Ивановка          | 2                             | ↘729             | 260,30        |
| 3  | Казанцевский сельсовет     | село Казанцево         | 4                             | ↘407             | 232,15        |
| 4  | Колыванский сельсовет      | село Колывань          | 3                             | ↘1167            | 484,65        |
| 5  | Краснознаменский сельсовет | село Краснознаменка    | 3                             | ↘767             | 209,14        |
| 6  | Кузнецовский сельсовет     | село Кузнецово         | 1                             | ↘443             | 164,44        |
| 7  | Курьинский сельсовет       | село Курья             | 1                             | ↗3426            | 244,72        |
| 8  | Новофирсовский сельсовет   | село Новофирсово       | 1                             | →401             | 179,05        |
| 9  | Трусовский сельсовет       | село Трусово           | 3                             | ↘553             | 201,88        |
| 10 | Усть-Таловский сельсовет   | село Усть-Таловка      | 2                             | ↘829             | 247,66        |

### Населённые пункты
В Курьинском районе 22 населённых пункта:
В сносках к названию населённого пункта указана административно-территориальная принадлежность

| Курья          | ↗3426 |
| Колывань       | ↘1148 |
| Усть-Таловка   | ↗948  |
| Краснознаменка | ↘904  |
| Ивановка       | ↘796  |
| Трусово        | ↘607  |
| Кузнецово      | ↘443  |
| Новофирсово    | →401  |

| Казанцево        | ↘250 |
| Ручьёво          | ↘182 |
| Горновка         | ↘168 |
| Имени 8 Марта    | ↘152 |
| Подхоз           | ↘102 |
| Калмацкий        | →82  |
| Краснознаменский | ↘77  |
| Бугрышиха        | ↘74  |

| Рудовозово   | ↘59 |
| Каменка      | ↘58 |
| Подзаймище   | →43 |
| Новознаменка | →41 |
| Михайловка   | →12 |
| Подпалатцы   | ↗9  |

Упразднённые населенные пункты:
- 2001 г. — село Сидоровка[32]

## Экономика
Основное направление экономики — сельское хозяйство и переработка сельхозпродукции предприятиями различных форм собственности. Развито зерновое производство, мясо-молочное животноводство, с октября 2010 года на Новофирсовском месторождении начата добыча золота. На территории района находятся Колыванский камнерезный завод, лесхоз, маслосырзавод, колбасно-лимонадный цех, хлебоприёмный пункт и хлебокомбинат, автотранспортные, бытовые, коммунальные предприятия.

## Достопримечательности
Курьинский район богат памятниками природы. Из них два памятника Федерального значения: озеро Белое и озеро Моховое. Памятники регионального значения: гора Синюха, гора Очаровательная, Колыванский борок. Памятники природы местного значения: Буравлёв лог, Тёплый ключ, Семейный ключ, Демидовские шахты, Батунский косогор, гора Воструха, гора Святуха, река Белая.

## Транспорт
По территории района проходят автомобильные трассы:
- Поспелиха — Курья — Третьяково — государственная граница с Казахстаном (на Усть-Каменогорск);
- Рубцовск — Колывань.

## Люди, связанные с районом
- Коробов, Михаил Николаевич (1925, село Ивановка — 1986) — участник Великой Отечественной войны, Герой Советского Союза.
- Калашников, Михаил Тимофеевич (1919—2013) — советский русский инженер-конструктор стрелкового оружия, доктор технических наук (1971), генерал-лейтенант (1999), создатель всемирно известного автомата Калашникова (АК). Герой Российской Федерации (2009). Дважды Герой Социалистического Труда (1958, 1976). Лауреат Ленинской премии (1964) и Сталинской премии первой степени (1949). Член Союза писателей России. Депутат Совета Союза Верховного Совета СССР III—IV (1950—1958) и VII—XI (1966—1989) созывов.